# خبرچین

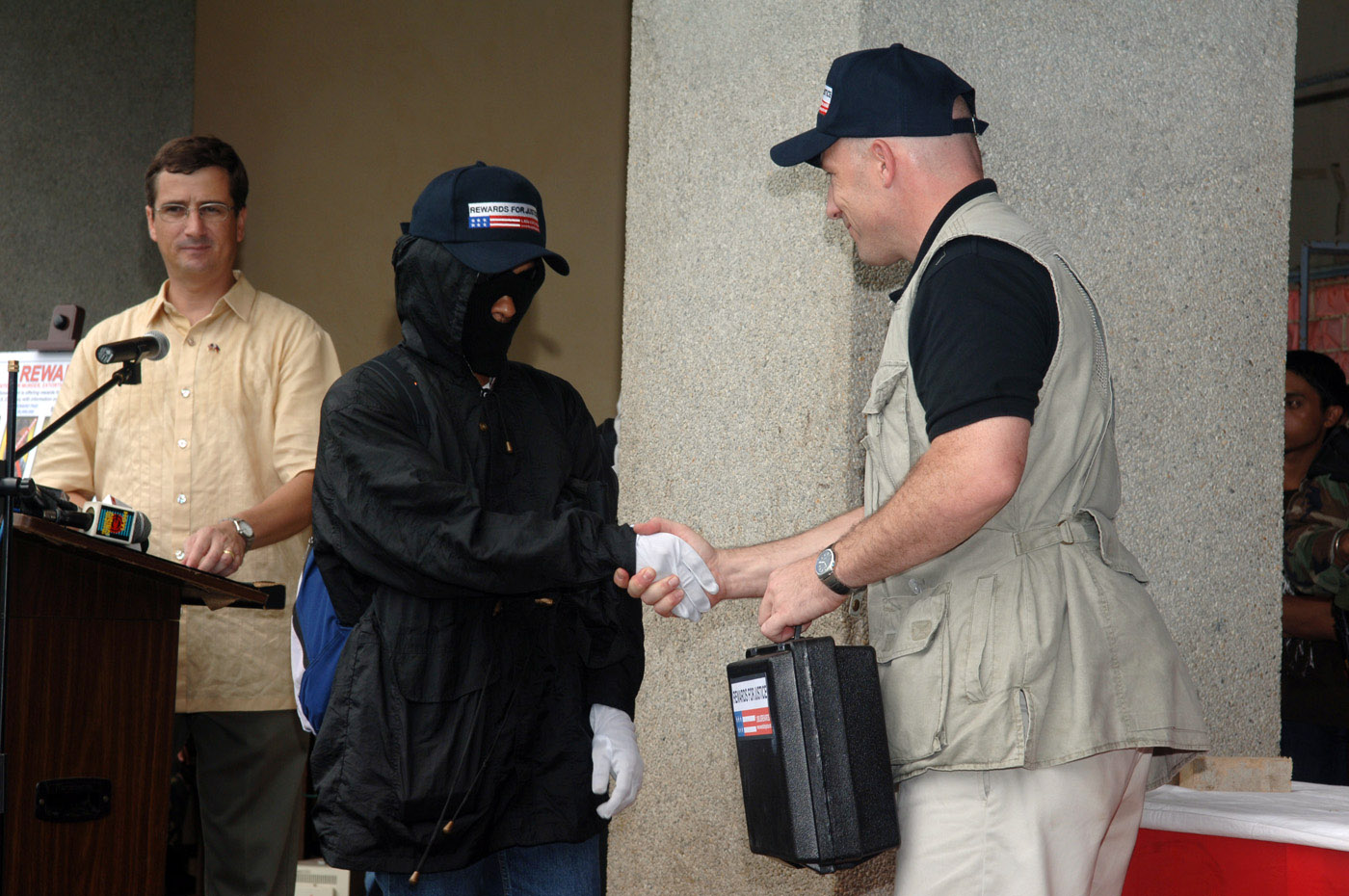
یک خبرچین درحال خبرچینی

خبرچین کسی است که اطلاعات دسته‌اول درباره یک شخص یا سازمان را به یک شخص یا سازمان دیگر می‌دهد. این گزاره، معمولاً در زمینه اجرای قانون بکار می‌رود. جاییکه این افراد «خبرچین جنایی» یا «خبرچین محرمانه» نامیده می‌شوند. همچنین با تعریف جنجالی، خبرچین به کسانی که اطلاعاتی را بدون رضایت طرف‌های درگیر، به دیگری می‌دهند نیز گفته شود. این گزاره، معمولاً در سیاست، صنعت، سرگرمی، و دانشگاه نیز بکار می‌رود.